# Laurent Boudouani
Laurent Norden Boudouani (ur. 29 grudnia 1966 w Sallanches) – francuski bokser, medalista igrzysk olimpijskich, były zawodowy mistrz świata w wadze junior średniej.

## Kariera w boksie amatorskim
Walczył w wadze półśredniej (do 67 kg). Zdobył w niej brązowy medal na mistrzostwach świata juniorów w 1983 w Santo Domingo. Odpadł w ćwierćfinale na  mistrzostwach Europy juniorów w 1984 w Tampere.
Jako senior odpadł w ćwierćfinale mistrzostw świata w 1986 w Reno przegrywając z późniejszym mistrzem Kennethem Gouldem ze Stanów Zjednoczonych. Na mistrzostwach Europy w 1987 w Turynie w pierwszej walce pokonał go późniejszy złoty medalista Wasilij Szyszow ze Związku Radzieckiego.
Zdobył srebrny medal na igrzyskach olimpijskich w 1988 w Seulu po wygraniu czterech walk (w tym półfinałowej z Kennethem Gouldem) i przegranej w finale z Kenijczykiem Robertem Wangilą.

## Kariera w boksie zawodowym
Przeszedł na zawodowstwo w 1989. Walczył w wadze junior średniej. Został zawodowym mistrzem Europy (EBU) w tej kategorii w 1993. Stracił ten tytuł w następnym roku, odzyskał w 1995 i był nim do 1996, kiedy z niego zrezygnował. 
21 sierpnia 1996 w Le Cannet zdobył tytuł mistrza świata federacji WBC w kategorii junior średniej wygrywając z dotychczasowym mistrzem Julio Césarem Vásquezem przez nokaut w 5. rundzie. W obronie mistrzowskiego pasa pokonał Carla Danielsa (29 marca 1997 w Las Vegas, jednogłośnie na punkty), zremisował z Guillermo Jonesem (13 lutego 1998 w Albuquerque), pokonał w rewanżowej walce Jonesa (30 maja 1998 w Las Vegas, niejednogłośnie na punkty) i wygrał z Terrym Norrisem (30 listopada 1998 w Paryżu, przez techniczny nokaut w 9. rundzie). Stracił tytuł mistrzowski 6 marca 1999 w Atlantic City, kiedy to David Reid pokonał go jednogłośnie na punkty. Była to ostatnia walka bokserska Boudouaniego.